# Henryk Przybyła
Henryk Przybyła (ur. 1942, zm. 24 grudnia 2019) – polski specjalista w zakresie górnictwa, dr hab. inż.

## Życiorys
W 1968 ukończył studia na Wydziale Górnictwa i Geologii Politechniki Śląskiej. W 1973 obronił pracę doktorską, w 1989 habilitował się na podstawie pracy zatytułowanej Sfomalizowane metody odnowy frontu eksploatacyjnego w kopalniach węgla kamiennego. W 1992 otrzymał nominację profesorską.
Piastował funkcję profesora nadzwyczajnego i kierownika w Katedrze Zarządzania i Inżynierii Bezpieczeństwa na Wydziale Górnictwa i Geologii Politechniki Śląskiej, a także członka Komitetu Górnictwa na IV Wydziale Nauk Technicznych i na VII Wydziale Nauk o Ziemi i Nauk Górniczych Polskiej Akademii Nauk.
Zmarł 24 grudnia 2019, pochowany na cmentarzu w miejscowości Siedlec Duży (gmina Koziegłowy).